# Orthosia pusillus
Orthosia pusillus là một loài bướm đêm trong họ Noctuidae.